# Euphaedra acuta
Euphaedra acuta är en fjärilsart som beskrevs av Jacques Hecq 1977. Euphaedra acuta ingår i släktet Euphaedra och familjen praktfjärilar. Inga underarter finns listade i Catalogue of Life.